# HMS Regulus (T105)
HMS Regulus (T105) var en svensk torpedbåt av Plejad-klass som sjösattes i 1954 och utrangerades 1977. Namnet har fartyget fått från Regulus som är en stjärna i stjärnbilden Lejonet. Hon såldes efter utrangeringen till en privat köpare i Malmö.